# Broek (kleding)

Broek

Een broek is een kledingstuk dat het bekken omvat en (in tegenstelling tot een rok) aparte openingen heeft voor de benen.
Vrijwel elk kledingstuk dat aan bovenstaande definitie voldoet heet in het Nederlands 'broek', In andere talen bestaan er vaak verschillende woorden.
Verschillende broeken zijn:
- met pijpen tot de enkels (pantalon, lange broek)
- met pijpen tot over de knieën (plusfours)
- met korte pijpen (shorts, bermuda, culotte, korte broek)
- zonder pijpen (broekje, slip)
- met korte pijpen, bedekking van de borst, banden over de schouders (lederhose)
- met lange pijpen, bedekking van de borst, banden over de schouders (tuinbroek)
- strakzittend (legging)
- strakzittend met bedekking van de voeten (panty, maillot)

Er zijn enkele uitzonderingen, kledingstukken die aan de definitie voldoen maar geen broek worden genoemd:
- overall, een kledingstuk dat het hele lichaam (behalve hoofd, handen en voeten) bedekt
- ruimtepak, duikpak
- zwempak, turnpak of dergelijk kledingstuk

In het bovenste deel (d.w.z. onder de gordel) bevinden zich meestal een of meer broekzakken. Ook aan de pijpen kunnen zakken genaaid zijn (cargozakken). Het bovenstuk is sedert de 19e eeuw vaak aan de voorzijde voorzien van een gulp, vooral bij broeken voor mannen, die kan worden gesloten door middel van knopen, klittenband, haken, maar meestal met een rits in combinatie met een knoop. Aan de bovenrand zijn vaak lussen genaaid om de broekriem doorheen te rijgen.
Een broek wordt sterk onderscheiden naar de stof waar deze van gemaakt, waaronder ook de kleur en verder naar het model, waaronder de lengte van de pijpen weer een voorname plaats inneemt. Zo is de korte broek een begrip in de zomer. Belangrijke stoffen zijn denim (spijkerbroek), katoen in het algemeen, corduroy (ribfluweel) en linnen. Daarnaast zijn enkele kunststoffen populair geworden door toepassing als broek (bijvoorbeeld Terlenka).
Onder de broek wordt meestal een onderbroek gedragen. Deze omvat enkel het bekken en soms een gedeelte van het bovenbeen.

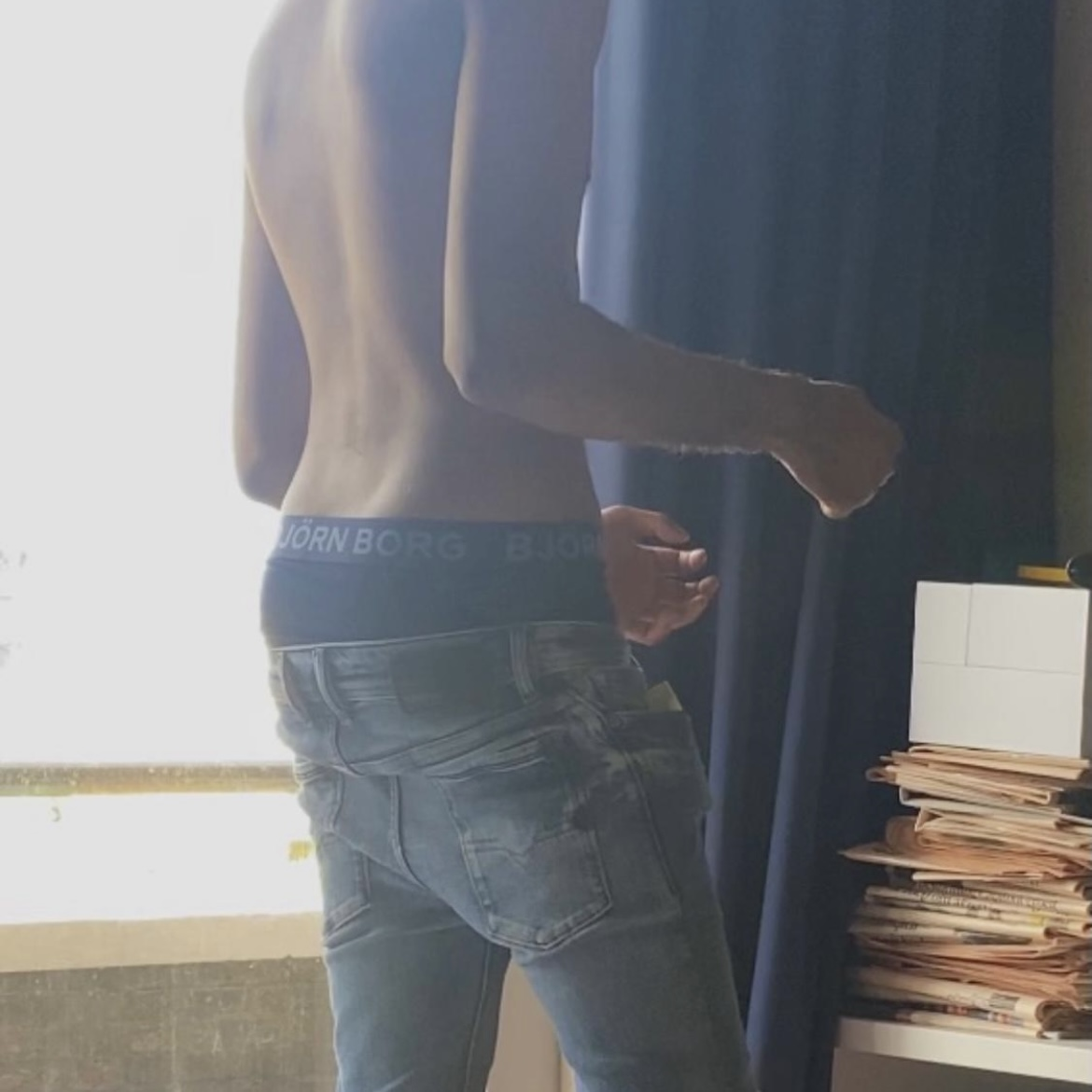
Jongen met een laag gedragen broek (sagging)

Soms wordt een broek met opzet laag gedragen (sagging), waardoor een deel van de onderbroek zichtbaar is. In de Verenigde Staten is dit in sommige plaatsen verboden.

## Geschiedenis
De broek is een oud kledingstuk, dat vooral populair was bij de Galliërs. De Latijnse term was braccae of bracae. De broek wordt ook in de Bijbel genoemd als onderdeel van de priesterkleding (Exodus (28:42). De Grieken en Romeinen wilden er niet veel van weten en vonden het kledingstuk barbaars. Pas op het einde van de Romeinse tijd - en parallel met de invallen van de Germanen - werd de broek een populair en aanvaard kledingstuk in de Romeinse wereld. Tijdens de Middeleeuwen werd het hét kledingstuk voor de man.
Tot begin 20ste eeuw bestonden er in sommige landen wetten die het dragen van een broek door vrouwen verboden. Wel waren er pogingen om de broek als vrouwenkleding te introduceren, maar dit bleef beperkt tot korte trends als de bloomer vanaf 1850 en rond 1910 de harembroek.
Als tijdens de Eerste Wereldoorlog vrouwen werk gaan overnemen van de mannen die naar het front worden gestuurd, gaan zij ook broeken en overalls als (veilige) werkkleding dragen. In de jaren 30 van de twintigste eeuw zijn het de actrices Katharine Hepburn en Marlène Dietrich die zich voor het eerst in het openbaar in broekpakken tonen. Toch duurt het nog tot ± 1960 voordat de broek als kledingstuk voor de vrouw maatschappelijk aanvaard wordt, onder invloed van de culturele en seksuele revoluties van die tijd.

## Soorten

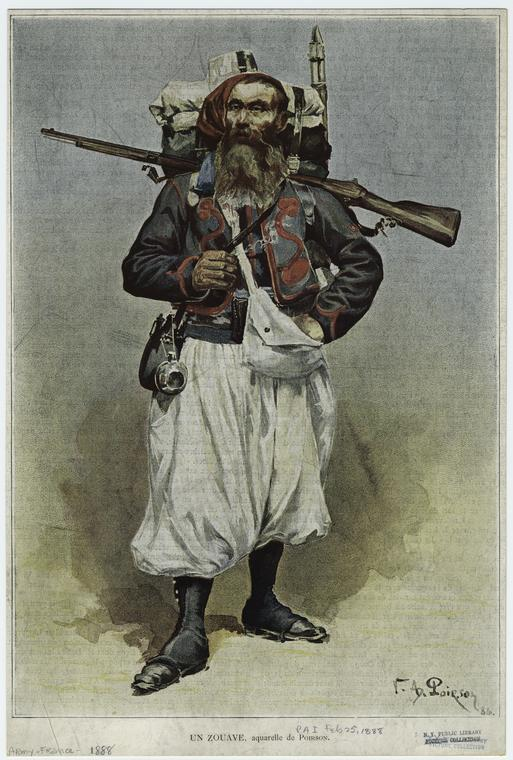
Zoeaaf, 1888

Broeken bestaan in vele soorten en maten, die soms een aparte naam hebben gekregen. Onder andere bestaan de volgende typen:
- Bandplooibroek
- Bermuda
- Bloomer
- Boxershort
- Braccae
- Broekrok
- Capribroek / driekwartsbroek
- Chino
- Culottes (damesbroek) / pallazzobroek
- Harembroek
- Heupbroek
- Hotpants
- Jeans / spijkerbroek
- Joggingbroek
- Kettingzaagbroek
- Knickerbocker
- Legging / jegging / tregging
- Onderbroek  / slip
- Pantalon
- Plusfour
- Pofbroek
- Shorts / korte broek
- Skibroek
- Tuinbroek
- Zoeavenbroek
- Zwembroek